# Centre régional du livre
 (juillet 2017).
Si vous disposez d'ouvrages ou d'articles de référence ou si vous connaissez des sites web de qualité traitant du thème abordé ici, merci de compléter l'article en donnant les références utiles à sa vérifiabilité et en les liant à la section « Notes et références ».
Pour les articles homonymes, voir CRL.
En France, les Centres Régionaux du Livre (CRL) sont des organismes chargés de soutenir la création et la diffusion du livre.
Les Centres Régionaux des Lettres ont été créés sur le modèle du Centre National du Livre et, à la suite du changement de nom de ce dernier en 1993, ont adopté leur intitulé actuel.
Généralement constitués sous la forme d’associations loi de 1901 ou d'établissements publics de coopération culturels (EPCC), les CRL associent principalement les Régions et l’État, à travers la Direction régionale des Affaires culturelles. D’autres organismes publics ou privés peuvent aussi s’y associer. L’intérêt de ce type de structures est qu’il facilite la coopération et le cofinancement des actions en faveur du livre.
Les CRL cherchent à soutenir l'ensemble de la filière du livre, des auteurs aux bibliothèques en passant par les librairies, les illustrateurs ou éditeurs locaux, notamment en leur allouant des bourses, des subventions ou en facilitant la promotion de leurs productions.
Depuis les années 1990, les CRL se sont rapprochés des structures de coopération pour les bibliothèques, allant souvent jusqu'à fusionner avec ces dernières[réf. nécessaire].
Les CRL et les autres organismes qui en ont repris les attributions sont regroupés au sein de la Fédération Interrégionale pour le Livre et la Lecture ou FILL (Voir cet article pour la liste des organismes).

## Les agences en fonctionnement
Chaque structure régionale a son propre intitulé et fonctionnement.
- Auvergne-Rhône-Alpes : Auvergne-Rhône-Alpes Livre et Lecture[3]
- Bourgogne-Franche-Comté : Agence Livre & Lecture Bourgogne-Franche-Comté[4]
- Bretagne : Livre et lecture en Bretagne[5]
- Centre-Val de Loire : Ciclic (Agence régionale du Centre pour le livre, l'image et la culture numérique)[6]
- Grand Est (Alsace-Lorraine-Champagne Ardenne) : Interbibly pour la Champagne-Ardennes[7]
- Hauts-de-France : AR2L HDF (Agence régional du livre & de la lecture Hauts-de-France)[8]
- Nouvelle-Aquitaine : Alca (Agence livre, cinéma et audiovisuel en Nouvelle-Aquitaine)[9]
- Occitanie : Occitanie Livre & Lecture[10]
- Normandie : Normandie Livre & Lecture[11]
- Pays de la Loire : Mobilis[12]
- Provence-Alpes-Côte d'Azur : Agence régionale du livre PACA[13]